# Dahmsdorf (Reichenwalde)
Dahmsdorf (niedersorbisch Damaćojce) ist ein Ortsteil der Gemeinde Reichenwalde im Landkreis Oder-Spree in Brandenburg. Der Ort gehört dem Amt Scharmützelsee an und war bis zum 31. Dezember 2001 eine eigenständige Gemeinde. Mit 125 Einwohnern ist Dahmsdorf der kleinste Ort des Amtes.

## Lage
Dahmsdorf liegt auf der Storkower Platte zwischen dem Großen Storkower See im Westen und dem Scharmützelsee im Osten, etwa fünf Kilometer Luftlinie östlich des Stadtzentrums von Storkow. Die Gemarkung des Ortes grenzt im Norden an die Ortsteile Kolpin und Reichenwalde, im Osten an Bad Saarow mit dem Gemeindeteil Silberberg, im Süden an Wendisch Rietz sowie im Westen an die Stadt Storkow.
Dahmsdorf ist über die Kreisstraße 6744 an das überörtliche Straßennetz angeschlossen, diese verbindet den Ort im Norden mit der Landesstraße 412 in Reichenwalde und im Süden mit der Bundesstraße 246 südlich von Wendisch Rietz. Über Letztere besteht ein Anschluss an die Bundesautobahn 12 über die Anschlussstelle Storkow.

## Geschichte
Das Gebiet um die Stadt Storkow herum gehörte ab dem 6./7. Jahrhundert zum Siedlungsraum slawischer Völker. Die Gründung des heutigen Dorfes Reichenwalde erfolgte während des 12. oder frühen 13. Jahrhunderts im Zuge der Ostkolonisation durch deutsche Zisterziensermönche des Klosters Dobrilugk. Das Gut gehörte zur Herrschaft Beeskow-Storkow, die unter der Herrschaft der Wettiner lag und Teil der Niederlausitz war. Die ersten Einwohner Dahmsdorfs waren Bauern, die in der Region Ackerbau betrieben. Eine erste urkundliche Erwähnung des Ortes befindet sich in den Kirchenartikeln des Bistums Meißen aus dem Jahr 1346, in denen ein Ort Domßdorff genannt wird. Der Name geht nach Reinhard E. Fischer auf den Personennamen Thomas zurück, was ebenfalls auf eine deutsche Ortsgründung hinweist. Dieser Name wurde wiederum von der im Ort errichteten Dorfkirche St. Thomas übernommen. Da die Meißner Bistumsurkunden nur in einer 1495 angefertigten Kopie erhalten sind, wird in der Geschichtsschreibung häufig auch das Jahr 1376 als Ersterwähnung angenommen, in dem die Gebrüder Queiss durch den Adelsherr Reinhard von Strehla mit den Gemarkungen von Dahmsdorf, Wendisch Rietz, Groß Schauen und Görsdorf belehnt wurden.
1576 bestand die Bevölkerung Dahmsdorfs überwiegend aus Kossäten sowie einigen Büdner- und Einsiedlerfamilien. Aufgrund des schlechten Ackerlandes in der Umgebung lebten keine Bauern mehr im Ort und die Region war von großer Armut betroffen. Zur Verbesserung der Lage kam es zur Gründung eines Vorwerks, in dem Forstwirtschaft betrieben wurde. Im Jahr 1704 wurde Dahmsdorf erstmals mit seinem heutigen Namen bezeichnet. Ab dem 18. Jahrhundert arbeiteten die meisten Bewohner des Ortes als Tagelöhner, Landarbeiter oder Förster im königlichen Forst Kolpin. Für das Jahr 1801 wird erstmals ein Dorfkrug erwähnt. 1811 kam zu einem Edikt der kurmärkischen Regierung, bei der Dahmsdorf mit den Dörfern Wendisch Rietz, Neue Mühle und Glubig zu einem Schulbezirk zusammengefasst wurden. Die Eröffnung der Dorfschule erfolge 1817, der Nachfolgebau wurde 1891 eröffnet.
Am 1. Januar 1836 wurden die bereits 1815 getrennten Herrschaften Storkow und Beeskow zum Kreis Beeskow-Storkow vereinigt. Bei der DDR-Kreisreform im Juli 1952 wurde dieser Kreis aufgelöst und die Gemeinde Dahmsdorf wurde dem Kreis Beeskow im Bezirk Frankfurt (Oder) zugeordnet. Nach der Deutschen Wiedervereinigung lag Dahmsdorf zunächst im Landkreis Beeskow, wo sich die Gemeinde zur Erledigung ihrer Verwaltungsgeschäfte dem Amt Scharmützelsee anschloss. Seit der Kreisreform 1993 liegt Dahmsdorf im Landkreis Oder-Spree. Am 31. Dezember 2001 wurde der Ort im Zuge der kommunalen Neugliederung in einer Gemeindegebietsreform nach Reichenwalde eingemeindet.

## Sehenswürdigkeiten

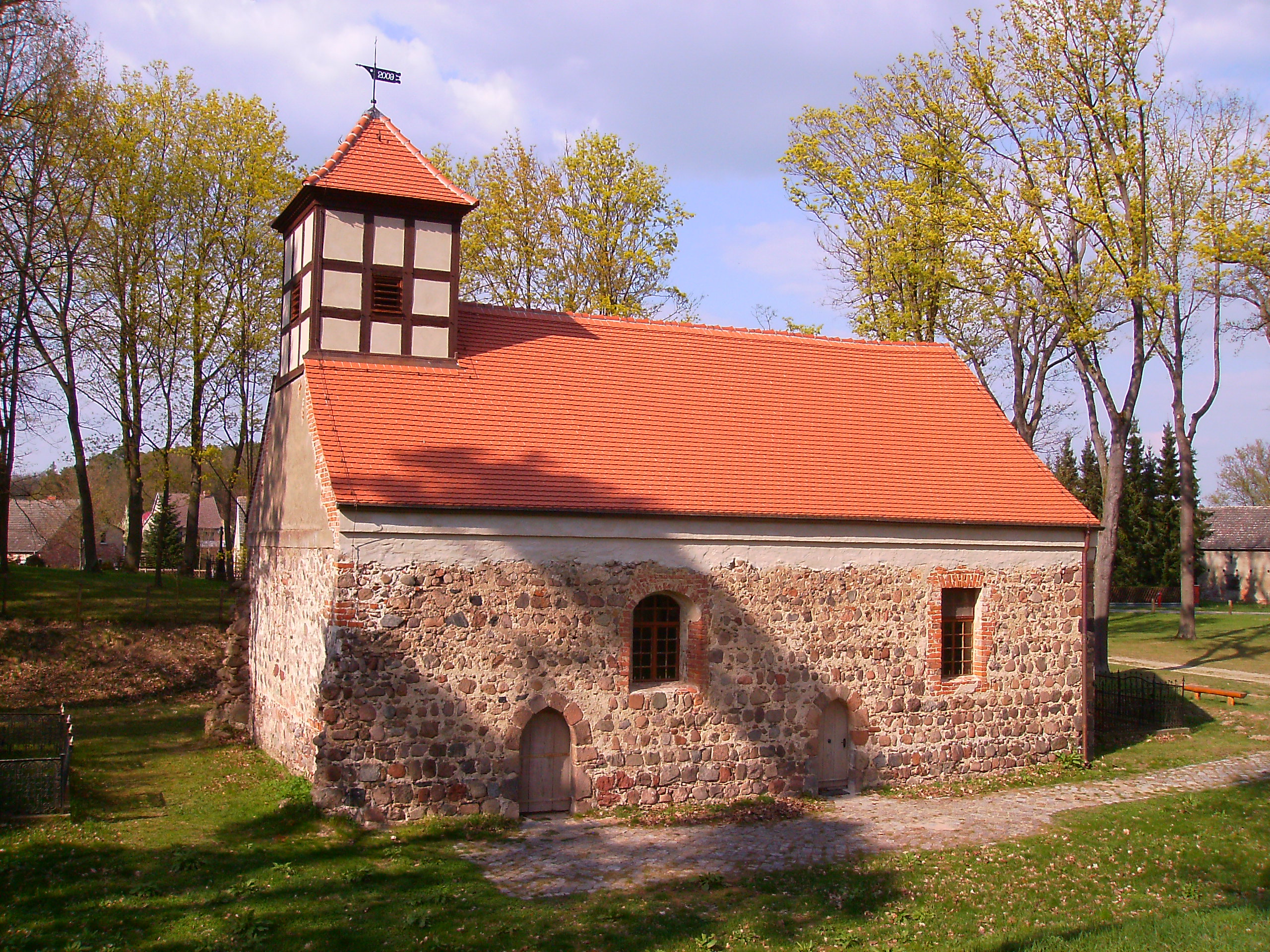
Dorfkirche Dahmsdorf, 2011

- Die evangelische Dahmsdorf (Dorfkirche Sankt Thomas) ist eine Feldsteinkirche, die im Zuge der Ortsgründung entstand und vermutlich vor 1241 fertig gestellt wurde. Die Saalkirche hat eine Länge von 17 Metern und eine Breite von 10 Metern. Die Lanzettfenster im Ostgiebel und die niedrigen Spitzbogenportale an der Westwand stammen noch aus der Bauzeit. Die Kirche wurde mehrfach saniert und überformt, beispielsweise erhielt die Kirche Anfang des 18. Jahrhunderts einen Fachwerkturm und die Fenster an den Seitenwänden entstanden als Durchbrüche im Jahr 1875. Zwischen 2009 und 2011 wurde die Kirche umfassend saniert.

## Einwohnerentwicklung
| Jahr | Einwohner |
| ---- | --------- |
| 1875 | 109       |
| 1890 | 121       |
| 1910 | 152       |

| Jahr | Einwohner |
| ---- | --------- |
| 1925 | 161       |
| 1933 | 152       |
| 1939 | 143       |

| Jahr | Einwohner |
| ---- | --------- |
| 1946 | 204       |
| 1950 | 220       |
| 1964 | 194       |

| Jahr | Einwohner |
| ---- | --------- |
| 1971 | 180       |
| 1981 | 131       |
| 1985 | 132       |

| Jahr | Einwohner |
| ---- | --------- |
| 1989 | 129       |
| 1996 | 120       |
| 2000 | 125       |

Gebietsstand des jeweiligen Jahres